# Joe Hall
Joseph Henry „Bad Joe“ Hall (* 3. Mai 1882 in Staffordshire, England, Großbritannien; † 5. April 1919 in Seattle, Washington, USA) war ein kanadischer Eishockeyspieler (Verteidiger), der von 1917 bis 1919 für die Montréal Canadiens in der National Hockey League spielte.

## Karriere
Als Joe zwei Jahre alt war, wanderte seine Familie aus England ins kanadische Winnipeg aus und zog später weiter nach Brandon. Dort lernte er das Eishockey und spielte in verschiedenen Teams.
Mit dem Winnipeg Rowing Club stand er 1904 zum ersten Mal im Stanley Cup Finale. 1905 wurde er zum Profi bei den Houghton-Portage Lakes in der International Pro Hockey League. Damals spielte er noch als Angreifer und wurde mit 33 Toren in 20 Spielen zu einem der All-Stars der Liga gewählt. Mit 98 Strafminuten deutete er jedoch schon an, dass er später als Verteidiger ein ganz harter Spieler werden würde und verdiente sich so seinen Spitznamen Bad Joe. Da man seinem Team verwehrte, um den Stanley Cup zu spielen, zog er enttäuscht zu den Quebec Bulldogs. 
Kurze Zeit später wechselte er zu den Kenora Thistles. Das Team, in dem unter anderem auch Art Ross stand, gewann 1907 den Stanley Cup, doch Hall war nur Ersatzspieler und wurde nicht eingesetzt.
Es folgten einige Jahre, in denen er für verschiedene Teams im Osten und Westen Kanadas spielte. Ab 1910 blieb er dann bei den Quebec Bulldogs, die damals in der National Hockey Association spielten. Dort gewann er zweimal den Stanley Cup.
Als zur Saison 1917/18 die National Hockey League gegründet wurde, traten die Bulldogs, obwohl sie zu den Gründungsmitgliedern gehörten, nicht zum Spielbetrieb an. Die Spieler wurden an die anderen Teams der Liga ausgeliehen und Joe spielte fortan für die Montréal Canadiens. Nachdem das Team im ersten Jahr nur knapp an der Finalteilnahme zum Stanley Cup gescheitert war, konnte man sich in der Saison 1918/19 für die Finals qualifizieren. Gegner waren die Seattle Metropolitans. Die Finalserie stand jedoch unter einem schlechten Stern, da fünf Spieler der Montreals Canadiens an der spanischen Grippe erkrankten. Die Serie wurde nach fünf Spielen am 1. April abgebrochen, fünf Tage später starb Montreals Verteidiger „Bad“ Joe im Seattle Columbus Sanatorium an den Folgen der Erkrankung.
1961 wurde er mit der Aufnahme in die Hockey Hall of Fame geehrt.